# Валя-Кеїй
Валя-Кеїй (рум. Valea Cheii) — село у повіті Вилча в Румунії. Входить до складу комуни Пеушешть-Меглаші.
Село розташоване на відстані 166 км на північний захід від Бухареста, 11 км на північний захід від Римніку-Вилчі, 98 км на північ від Крайови, 119 км на південний захід від Брашова.

## Населення
За даними перепису населення 2002 року у селі проживали 1125 осіб.
Національний склад населення села:
| Національність | Кількість осіб | Відсоток |
| -------------- | -------------- | -------- |
| румуни         | 1045           | 92,9%    |
| цигани         | 80             | 7,1%     |

Рідною мовою назвали:
| Мова      | Кількість осіб | Відсоток |
| --------- | -------------- | -------- |
| румунська | 1045           | 92,9%    |
| циганська | 79             | 7,0%     |